# Blues Brothers 2000: Original Motion Picture Soundtrack
Blues Brothers 2000: Original Motion Picture Soundtrack è la colonna sonora del film del 1998 Blues Brothers: Il mito continua, il sequel di The Blues Brothers.
Oltre alle tracce della Blues Brothers Band e altri ospiti, ci sono canzoni suonate dalla Paul Butterfield Blues Band, Blues Traveler, Louisiana Gator Boys, B.B. King, Eric Clapton e molti altri artisti.

## Tracce
1. Born in Chicago (Gravenites) – 3:05
2. The Blues Don't Bother Me – 3:32
3. Harmonica Musings (Popper) – 0:32
4. Cheaper to Keep Her (Rice) – 3:13
5. Perry Mason Theme (Steiner) – 2:29
6. Looking for a Fox (Carter/Daniel/Hall/Terrell) – 2:46
7. I Can't Turn You Loose (Redding) – 2:24
8. R-E-S-P-E-C-T (Redding) – 3:00
9. 634-5789 (Soulsville, U.S.A.) (Cropper/Floyd) – 3:29
10. Maybe I'm Wrong – 5:33
11. Riders in the Sky: A Cowboy Legend (Jones) – 3:10
12. John the Revelator (House) – 3:53
13. Let There Be Drums (Nelson/Podolor) – 1:14
14. Season of the Witch (Donovan) – 5:09
15. Funky Nassau – 4:11
16. How Blue Can You Get? (Feather) – 5:18
17. Turn on Your Love Light (Malone/Scott) – 3:30
18. New Orleans (Guida/Royster) – 4:01

## Formazione
- Elwood J. Blues – voce, armonica a bocca
- "Mighty" Mack McTeer – voce
- Buster – voce
- Cabel Chamberlain – voce
- Matt "Guitar" Murphy – chitarra
- Steve "The Colonel" Cropper – chitarra
- Donald "Duck" Dunn – basso
- Paul "The Shiv" Shaffer – tastiere, cori
- Steve Potts – batteria, cori
- Anton Fig – batteria, cori
- Lou "Blue Lou" Marini – sassofono
- Tom "Bones" Malone – sassofono, trombone, tromba, cori
- Alan "Mr. Fabulous" Rubin – tromba, cori
- Birch "Crimson Slide" Johnson – trombone
- Leon Pendarvis – tastiere
- John Popper – armonica a bocca